# سارة بنت عاصم
الأميرة سارة بنت عاصم (12 أغسطس 1978) ولدت في عمان وهي إبنه الأمير عاصم بن نايف و فيروزة فوكشوري. انفصل والداها عام 1985، وفي عام 1986 تزوج والدها من سناء عاصم.

## الزواج
في 26 يونيو 2008 تزوجت الاميرة سارة من أمير إسباني يدعى السيد أليخاندرو غاريدو وتم حفل الزواج في منزل والدها الأمير عاصم بن نايف في عمان.
لديهم طفلين هما : طلال اليخاندرو غاريدو (من مواليد ديسمبر 2008 في اسبانيا) ولولا أليخاندرا غاريدو (من مواليد ديسمبر 2010 في إسبانيا)

## العائلة

### زوجة الأب
- سناء عاصم (ولدت في 16 نوفمبر 1960).

### الأخوات الشقيقات
- الأميرة ياسمين (ولدت في 30 يونيو 1975).
- الأميرة نور (ولدت 6 أكتوبر 1982).

### الأخوان والأخوات غير الأشقاء
- الأمير نايف (ولد في 22 يناير 1998).
- الأميرة صالحة (ولدت في 14 يونيو 1987).
- الأميرة نجلاء (ولدت في 9 مايو 1988).